# Giorgio Sfranze
(Giorgio Sfranze, prefazione tratta dalle sue Memorie)
Giorgio Sfranze o Sphrantzes (in greco medievale: Γεώργιος Φραντζής; Costantinopoli, 30 agosto 1401 – Corfù, estate 1477) è stato un generale, storico, protovestiario dell'imperatore bizantino Costantino XI Paleologo (1449-1453) e mega logoteta bizantino.

## Carriera politica e militare
Nel 1418 il diciassettenne Giorgio Sfranze, entrò a far parte della corte bizantina, dove al momento sedeva sul trono imperiale dei basileus l'imperatore Manuele II Paleologo. Dal 1428 per Giorgio Sfranze iniziò una veloce scalata nella carriera politica, infatti Giovanni VIII Paleologo mandò Giorgio Sfranze nel despotato della Morea, per stare sotto il servizio del despota Costantino Paleologo (futuro imperatore col nome di Costantino XI), di cui col passare degli anni diventerà il migliore amico. Costantino stava preparando una campagna, per riportare la Grecia nelle mani dell'impero bizantino, per far ciò organizzò un forte esercito, che affidò a Giorgio Sfranze. Il primo obiettivo dell'esercito del despota furono i domini dei Tocco, signori dell'Epiro e del Peloponneso occidentale. Essi non poterono far resistenza al forte esercito bizantino, e quindi per sistemare in maniera "pacifica" la questione, cedettero il territorio a Costantino, come dote di Maddalena Tocco (rinominata Teodora), figlia di Leonardo II Tocco, andata sposa al principe nel luglio 1428.
Costantino ordinò a Giorgio Sfranze di proseguire con la politica espansionistica dei territori bizantini, questo sollevò numerose proteste da parte dei signori veneziani e francesi del luogo, visto che molti di essi si erano uniti alla dinastia dei Paleologi, in via matrimonio, per allearsi con loro. Nel 1430 l'esercito bizantino al comando di Sfranze conquistò la città di Patrasso, i cui signori erano legati al papa di Roma; la sua avanzata fu però fermata dagli eserciti ottomani di Turakhan Bey in Beozia, territorio appartenente al forte impero ottomano, e questo impedì di raggiungere l'obiettivo di Costantino, ossia la riunificazione della Grecia sotto l'impero bizantino.
Nel 1431 Costantino Paleologo, visto la sconfitta in Beozia, si vide costretto a non poter più esercitare la sua politica aggressiva in Grecia, quindi sciolse l'esercito e nominò Giorgio Sfranze governatore di Patrasso, per ringraziarlo dei servigi che aveva dato all'impero bizantino. Nel 1432 Costantino Paleologo nominò Sfranze protovestiario (gran ciambellano). Nel 1443 l'imperatore Giovanni VIII Paleologo richiamò Giorgio Sfranze dalla Morea, per affidargli l'incarico di governatore di Selimbria. Nel 1446 fu di nuovo richiamato in Morea e nominato da Costantino prefetto di Sparta.
Nel 1447 Costantino nominò Giorgio Sfranze governatore di Mistra, che era la seconda città più importante di tutto l'impero bizantino, e la più importante del despotato della Morea.
Nel 1451 Giorgio Sfranze fu nominato mega logoteta (cancelliere), ossia ministro delle finanze bizantine: l'incarico gli fu dato dall'imperatore Costantino XI, che nel 1448 era succeduto al fratello Giovanni VIII e, poiché aveva molta fiducia in Giorgio Sfranze, lo voleva al suo fianco anche nella capitale bizantina.
Durante l'assedio di Costantinopoli da parte degli ottomani nel 1453, egli rimase alla difesa della città, al fianco del suo sovrano. L'assedio iniziò il 6 aprile, Giorgio Sfranze aveva ricevuto come ordine dal basileus, di contare quanti uomini armati c'erano a Costantinopoli, egli ne contò 4.773 bizantini e 200 latini, per un totale di 4.973 difensori, gli storici dicono che il dato sui soldati bizantini è giusto, mentre quello dei latini errato, probabilmente nello scritto di Sfranze è andato perduto uno zero, e quindi vi sarebbero stati 2.000 latini, che sembra essere un dato giusto, visto che il cardinale Isidoro di Kiev aveva portato con sé 200 arcieri, mentre il genovese Giovanni Giustiniani Longo, aveva portato con sé il suo esercito privato di 700 uomini; quindi la maggior parte degli storici dà per giusto il numero di 6.773 difensori. Mentre Costantinopoli stava cadendo, venne a conoscenza della morte del caro amico e imperatore Costantino XI Paleologo, egli si addolorò molto, come si vede dalla sua cronaca:
(Giorgio Sfranze, le Memorie)
Giorgio Sfranze fu catturato dagli Ottomani, durante il saccheggio di Costantinopoli insieme alla sua famiglia.

## Al servizio di Tommaso Paleologo
Quando Giorgio Sfranze tornò in libertà, ritornò al servizio dei Paleologi in Morea. Fu fedele a Tommaso Paleologo, e diventerà suo ambasciatore, infatti condurrà ambascerie in Serbia (regno della Serbia), ad Adrianopoli (impero ottomano), e a Venezia (repubblica di Venezia). Ma quando nel 1460 gli ottomani conquistarono la Morea la corte di Tommaso, Giorgio Sfranze compreso, si ritirarono nel monastero di Tarchaniotes a Corfù. Per Tommaso Paleologo, Giorgio Sfranze, condusse numerose missioni diplomatiche in Italia, incontrò a Viterbo il cardinale Giovanni Bessarione, che stava organizzando una crociata per riconquistare Costantinopoli, e mettere sul trono dei basileus Tommaso Paleologo, si mosse verso Roma, Ancona, e Venezia, dopodiché visto che gli era giunta la notizia della morte del suo signore Tommaso Paleologo (12 maggio 1465), egli perse ogni speranza per la crociata, e quindi si imbarcò da Venezia per tornare a Corfù, dove arrivò tra l'aprile e il settembre del 1466.

## Ultimi anni e morte
Giorgio Sfranze iniziò a soffrire di sinusite e gotta, ciò lo portò il 1º agosto del 1468 a prendere l'abito dei novizi, assieme alla moglie Elena, cambiando il suo nome in Gregorio. Rimase a Corfù per l'ultimo decennio della sua vita, e scrisse le sue Cronaca, contenente la storia della famiglia dei Paleologi dal 1401 fino al 1477. Il 26 luglio 1472 Giorgio si ammalò gravemente: in questa occasione prese l'abito monacale, pir se ebbe a dichiarare che neanche se ne rese conto di averlo fatto. Giorgio riuscì a riprendersi da questo malanno, ma ben presto ebbe un grande dispiacere, perché il 9 dicembre 1473 morì Ieroteo, amico d'infanzia: i due erano stati insieme tutta la vita. Il 1º ottobre 1476 Giorgio ebbe un'altra ricaduta, dalla quale si salvò per poco. L'ultima notizia che Giorgio scrive nella sua cronaca è l'infruttuosa campagna ottomana verso Naupatto e Santa Maura, il 5 luglio 1477, il che fa capire che Giorgio Sfranze morì nell'estate del 1477.

## Opera letteraria
Le Memorie costituiscono la fonte più importante della caduta dell'impero bizantino, ed è un'opera ispirata a mo' di diario, considerata dagli storici molto precisa, con ottima datazione dei fatti, ed è anche un'opera molto interessante per il modo in cui è scritta, ossia come l'uomo comune bizantino parlava nel XV secolo. Quest'opera copre gli ultimi anni in cui la casata dei Paleologi, fino alla fine della vita dell'autore (1401-1477).
Tra il 1573 e il 1575 Macario Melisurgo, metropolita di Monembasia, prese come fonte d'ispirazione il testo delle Memorie di Giorgio Sfranze, e di altri testimoni oculari sulla caduta di Costantinopoli, quali Leonardo di Chio, Giorgio Acropolite, Niceforo Gregora, Nicolò Barbaro, Laonikos Chalkokondyles e altri. Sulla base di questi testi Macario Melisseno scrisse il Chronicon, opera che parla della caduta di Costantinopoli, con tutte le fonti dell'epoca; quest'opera fu fatta spacciare per un documento del XV secolo, ma in realtà era un'opera di cent'anni più tardi.

## Famiglia
Giorgio Sfranze sì sposò il 26 gennaio 1438 con Elena, da questo matrimonio ebbe cinque figli, quattro maschi e una femmina:
- Giovanni Sfranze, nacque il 1º maggio 1439, fu fatto uccidere da Mehmet II il 31 ottobre 1453;
- Alessio Sfranze, nacque il 27 marzo 1440, morì appena nato;
- Tamara Sfranze, nacque il 16 aprile 1441, morì nel serraglio di Mehmet II nel settembre 1455;
- Alessio Sfranze, nacque il 14 settembre 1443, morì il 15 agosto 1448;
- Andronico Sfranze, nacque il 15 agosto 1445, morì appena nato.

## Curiosità
- Giorgio Sfranze era legato da una profonda amicizia con l'Imperatore Costantino XI, i due infatti si conobbero da bambini, crescendo insieme nei palazzi imperiali di Costantinopoli. Giorgio salvò la vita dell'Imperatore diverse volte: in una di esse Giorgio si lanciò dal suo cavallo contro un gruppo di latini, che avevano teso un'imboscata al suo Signore (al tempo despota di Morea), durante l'assedio di Patrasso. Costantino XI riuscì a fuggire, mentre Giorgio venne catturato e tenuto prigioniero quaranta giorni, al termine de quali Costantino riuscì finalmente a liberarlo. La loro profonda amicizia è dimostrata anche dal fatto che l'Imperatore non punì Giorgio Sfranze quando questi si rifiutò di adempiere al delicatissimo compito di scortare la principessa di Georgia (futura sposa di Costantino) alla corte imperiale.

## Edizioni dellaCronaca
- Giorgio Sfranze, Cronaca, saggio introduttivo, edizione, traduzione e note a cura di Riccardo Maisano, Accademia Nazionale dei Lincei, Roma 1990.
- Giorgio Sfranze, Paleologo. Grandezza e caduta di Bisanzio, Sellerio, Palermo 2008, ISBN 88-389-2226-8